# Attusa
Attusa är en ort i Sankt Olofs socken i Simrishamns kommun i Skåne. Orten ligger på Österlen väster om Sankt Olof. År 1990 klassades Attusa som småort av SCB.